# Indigirka
L'Indigirka (in russo Индиги́рка?; in sacha Индигиир, Indigiir) è un fiume della Russia estremo orientale; il suo corso è interamente compreso nel territorio della Sacha-Jacuzia.

## Percorso
Nasce dall'unione di diversi affluenti i maggiori dei quali sono il Chastach e il Taryn-Jurjach che scendono dai monti del Chalkan, una catena posta a nord dell'estrema parte orientale dei monti Suntar-Chajata. Scorre inizialmente con direzione mediamente settentrionale, drenando l'area rilevata dell'altopiano di Ojmjakon; dopo qualche centinaio di chilometri bagna la maggiore città del suo corso, Ust'-Nera ("foce del Nera"), che sorge alla confluenza dell'affluente Nera.
Proseguendo nel suo corso il fiume taglia trasversalmente l'importante catena montuosa dei monti Čerskij, riceve l'affluente Moma e, dopo una decisa svolta verso oriente, entra nella vasta regione pianeggiante conosciuta come bassopiano della Jana e dell'Indigirka dal nome dei maggiori fiumi della zona.
Riceve in successione gli affluenti Selennjach e Ujandina, bagna l'insediamento di Čokurdach e, dopo 1.726 chilometri di corso, sfocia nel mare della Siberia Orientale con un vasto delta che copre circa 5.500 km2.
L'Indigirka è navigabile per 1.154 km a monte della foce, all'incirca fino alla confluenza con la Moma.

## Bacino
Il clima della zona è talmente rigido che il fiume è gelato per la maggior parte dell'anno, da ottobre fino a maggio-giugno; si trovano nel suo bacino idrografico alcune fra le località più fredde della Terra, prima fra tutte il villaggio di Ojmjakon. A causa delle caratteristiche climatiche, i massimi livelli di portata si osservano in estate, quando questi valori salgono mediamente fino a 11.500 m³/s.
Il livello di popolamento è ovviamente molto basso, anche se non si registra, almeno nell'alto corso, un totale vuoto umano analogo a quello di alcuni altri fiumi siberiani; oltre alle già citate località di Ust'-Nera e Čokurdach, altri centri di un minimo rilievo sono Chonuu e Belaja Gora.
Il bacino è dotato di risorse minerarie abbastanza rilevanti (oro); è inoltre sviluppata l'attività peschereccia, soprattutto nelle zone prossime alla foce.

## Regime idrografico
La Indigirka ha un regime tipico dei fiumi della Siberia; portate d'acqua estremamente ridotte nei mesi in cui il letto è congelato (approssimativamente da metà ottobre a fine maggio), seguito da enormi aumenti della portata nei mesi estivi e all'inizio dell'autunno; il picco di portata si ha nel mese di giugno, in corrispondenza del disgelo.

### Affluenti
Il bacino idrografico della Indigirka raccoglie le acque di centinaia di affluenti, quelli di maggior rilievo sono esposti nella seguente tabella.
| Fiume         | Lunghezza | Provenienza idrografica | Distanza dalla foce |
| ------------- | --------- | ----------------------- | ------------------- |
| Chastach      | 251 km    | sinistra                | 1727 km             |
| Taryn-Jurjach | 63 km     | destra                  | 1726 km             |
| Kujdusun      | 247 km    | sinistra                | 1654 km             |
| Kjuente       | 63 km     | sinistra                | 1573 km             |
| Ėl'gi         | 394 km    | sinistra                | 1493 km             |
| Nera          | 196 km    | destra                  | 1404 km             |
| Čibagalach    | 140 km    | sinistra                | 1184 km             |
| Moma          | 406 km    | destra                  | 1086 km             |
| Sjurjuktjach  | 49 km     | sinistra                | 1002 km             |
| Selennjach    | 796 km    | sinistra                | 755 km              |
| Družina       | 199 km    | sinistra                | 679 km              |
| Buor-Jurjach  | 150 km    | destra                  | 615 km              |
| Badjaricha    | 545 km    | destra                  | 610 km              |
| Ujandina      | 586 km    | sinistra                | 599 km              |
| Suturuocha    | 172 km    | sinistra                | 578 km              |
| Šangina       | 344 km    | destra                  | 420 km              |
| Bol'šaja Ėrča | 252 km    | destra                  | 354 km              |
| Allaicha      | 563 km    | sinistra                | 200 km              |
| Sachartymaj   | 125 km    | destra                  | 174 km              |
| Bërëlëch      | 754 km    | sinistra                | 112 km              |
| Šandrin       | 414 km    | destra                  | canale Kolymskaja   |